# 甘尼森国家森林
甘尼森国家森林（英語：Gunnison National Forest）是美国的一座国家森林，面积6,766平方公里，坐落于美国西部科羅拉多州的德爾塔縣、甘尼森縣、欣斯代尔縣、薩沃奇縣和蒙特羅斯縣五县境内，位于怀特河国家森林以南，大平顶山和安肯帕格里国家森林以东，圣伊莎贝尔国家森林以西和格兰德河国家森林以北。